# استجابة شرطية
الاستجابة الشرطية أو التعلم الشرطي هي نظرية في التعلم الترابطي وضعها الطبيب الروسي إيفان بافلوف، وتعني رد الفعل التكيفي للكائن تجاه منبه خاص، ويكتسب هذا التكيف من وضع الكائن مكرراً في الموقف نفسه، فعلى سبيل المثال : لا يسمح الإنسان البالغ لجسده بلمس النار بشكل مقصود أبداً على الرغم من جمالها الأخاذ !!، بينما يقبض الصغار بتلهف على الأشياء المشتعلة بأيديهم الصغيرة لأنهم لم يمتلكوا بعد حماية المنعكس الشرطي 
ويكتسبون قدرة الابتعاد عن النار بعد أن يجربوا - فقط- قليلاً من الاحتراقات الشديدة وتسمى هذه القدرة : المنعكس الشرطي .
هل يتعلم الصغير أي شيء في العملية؟ نعم يتعلم الكثير، ويكتسب آلية حماية تتكون من الخوف من الاحتراق فيتعلم كيف يبتعد عن النار. مع هذا يستطيع الكائن الحي تطوير منعكسات شرطية في حالات غير طبيعية إن جاز التعبير : أي يمكن إحداثها على مدى واسع بالوسائل الصناعية كما فعل إيفان بافلوف في تجربته الشهيرة والتي نجح بها في تطوير منعكسات شرطية اصطناعية عند الحيوانات.

## تجربة بافلوف
كان بافلوف يقوم بدراسات على عملية الهضم عند الكلاب في معمله، ولاحظ ان الكلب يسيل لعابه حين يوضع الطعام أمامه(تنبغى الملاحظة هنا أن إفراز اللعاب في وجود الطعام هو منعكس غير شرطى، وهو خاصية وراثية تنتقل وراثيا ). 
في بداية التجربة، يفرز الكلب اللعاب في وجود الطعام فقط، بينما لا تنتج أي منبهات أخرى _سمعية مثلا_ اللعاب 
بعد ذلك أضاف بافلوف إالى منبه الطعام منبها سمعيا :جرسا يدق أثناء تقديم الطعام، أي ان كلا المنبهين (الجرس والطعام ) كانا يقدمان سويا مع ان أحدهما بلا شك هو سبب إخراج اللعاب . أما الجرس لا يتسبب وحده وبذاته في أي رد فعل عند الكلب، لكنه يصاحب الطعام فقط، وهكذا يخرج اللعاب في الوجود الثنائي للمنبهين .
بعد جلسات متعددة من ذلك التنبيه، يبدأ الكلب في التفاعل مع الجرس دون وجود الطعام، بالطريقة ذاتها التي تفاعل بها مع الجرس في وجود الطعام أو مع وجود الطعام فقط : أي افراز اللعاب . 
وهكذا فإن المنعكس الشرطى الذي لم يكن لدى الكلب، قد خُلِق صناعياََ

### كيفية حدوث المنعكس الشرطى الصناعى الذي خلقه ايفانوف في تجربته
لقد تم بناء رابطة داخل الجهاز العصبي للكلب بين الاشارتين : طعام وجرس، وقد أصبحت هذه الرابطة قوية لدرجة أن أي إشارة يمكن أن تحل محل الأخرى دون أن تتسبب في أي تغيير ولو طفيف في رد فعل الكائن . من الخطأ أن نعتقد أن الكلب توقف عن التمييز بين الاشارتين أو أنه بمجرد اهتمام الكلب تندمج الاشارتين لتنبيه افراز اللعاب، فهذا خطأ بين . لقد أقام الكلب _ببساطة_ رابطة بين الاشارتين . الرابطة هي ان الإشارة (الجرس ) مصحوبة دائما بـ(الطعام) التي تتسبب في افراز اللعاب . 
كما استطاع بافلوف _بدلا من إشارة الجرس _ استخدام أي إشارة تنبيه أخرى مميزة تماما ولا تخيف الكلب مثل الضوءأو الدغدغة ...إلخ، فيحدث المنعكس الشرطى مع هذه المنبهات، على الرغم من اختلاف طبيعتها الأساسية، وتصل إلى الكلب عبر قنواته المختلفة في جهازه العصبي أي بواسطة حواس مختلفة كالسمع والبصر واللمس ....إلخ، وسوف يفرز الكلب اللعاب مع هذه المنبهات على الرغم من انعدام ارتباطها وظيفيا بالأكل أو بالهضم

## آلية تكوّن المنعكس الشرطي
وفي دراسات لاحقة، تبين أن إطار التجربة قد يحرض الاستجابة الشرطية. فعلى سبيل المثال، كان لعاب الكلاب في تجربة بافلوف يبدأ بالسيلان بمجرد تهيأتهم بأجهزة التجربة.
إن كثير من المؤلفين والكتب يقولون أن علم النفس مدين لبافلوف بمعلوماته عن الاشراط وإليه الفضل فيما يسمى بنظرية رد الفعل الشرطي وقد أشار الغزالي إلى الاشراط بشكله العام في أكثر من موضع من مؤلفاته الكثيرة وقد أشار إلى ذلك في كتاب التهافت مشيرا إلى الاشراط بنوعين : «إن النفس منا متى توهمت شيئا خدمتها الأعضاء والقوى التي فيها فتحركت إلى الجهة المطلوبة حتى إذ توهمت طيب المذاق تحلبت أشداقه وانتهضت القوة الملعبة فياضه باللعاب من معادنهو ذلك لأن الأجسام والقوى الجسمانية خلقت خادمة مسخرو للنفوس».
و لم يسم الغزالي هذه الارتكاسات الاقترانية بالاشراط وإنما نسبها إلى ما يسمى بالوهم والقوة الوهمية بشكل عام والتي جعل لها مكانا معينا في الدماغ و أخيرا وصل بفكره المجرد إلى نظرية متكاملة في الوهم وهي مفهوم الاشراط عند بافلوف وعند غيره من الربطيين بنظريته سبق الوهم إلى العكس وقد اقتصرت نظرية الغزالي إلى الأمثلة الحسية والتجريب و يعود ذلك إلى اختلاف منهج البحث لدى العلماء السابقين ولدى العلماء المعاصرين.